# Kot (Kodeń)
Kot – część wsi Kodeń w Polsce, położona w województwie lubelskim, w powiecie bialskim, w gminie Kodeń.
W latach 1975–1998 Kot należał administracyjnie do województwa bialskopodlaskiego.